# Abbaye de Cambron

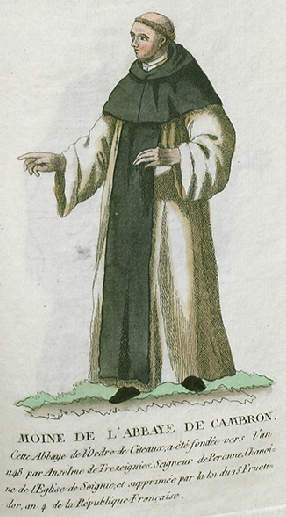
Moine de l'Abbaye de Cambron.

Pour les articles homonymes, voir Cambron (homonymie).
L'abbaye de Cambron (son nom d’origine étant Abbaye Notre-Dame de Cambron) était un monastère de moines cisterciens fondé en 1148 à Cambron-Casteau dans le Hainaut en Wallonie (Belgique). Elle est la fille de l’abbaye de Clairvaux, lorsqu'une terre située au bord de la Dendre fut offerte par Anselme de Trazegnies. Les premiers abbés sont de bons administrateurs, à tel point que l’abbaye essaime et fonde d’autres monastères.
En 1322, une image de la Vierge Marie est profanée à Cambron. Des cérémonies de réparations ont lieu, d'où la naissance de la dévotion à Notre-Dame de Cambron. Une procession solennelle a lieu chaque année, le troisième dimanche de Pâques.
À la fin du XIVe siècle, les moines apprennent aux paysans les techniques agricoles, contribuant ainsi à l’affranchissement des classes rurales et à l’économie de cette région. Après un XVe siècle difficile, l’abbaye contribue, au XVIe siècle, à la renaissance des lettres et de la théologie. Au XVIIe siècle, les richesses de l'abbaye attirent les convoitises : les guerres du roi Louis XIV ruinent le Hainaut et provoquent un premier déclin. Au début du XVIIIe siècle, la paix revenue permet une renaissance de l’abbaye. La plupart des vestiges visibles aujourd’hui datent de cette époque.
Le monastère est encore fort prospère quand en 1783, Joseph II, empereur du Saint-Empire, le supprime. Le 27 mai 1789, les moines sont expulsés de leur abbaye et partent en exil aux Pays-Bas.  La fin du pouvoir autrichien permet aux moines de revenir quelque temps chez eux, mais le pouvoir révolutionnaire français met un terme à cette présence religieuse.
Aujourd'hui, le site, composé de remarquables allées de hêtres, de tilleuls et de platanes, est entièrement exploité par la SA Parc Paradisio sous l'appellation Pairi Daiza. Quatre bières d'abbaye y sont produites.

## Situation
L’abbaye de Cambron se situe à Cambron-Casteau, dans le Hainaut, en Belgique, à 17 km au Nord de Mons. Son enclos monastique est traversé par la Dendre orientale dont le cours primitif, détourné par les moines, occupait autrefois la place des étangs. Il comporte de remarquables allées de hêtres, de tilleuls et de platanes.

## Histoire

### Premier siècle héroïque
Douze moines de Clairvaux viennent s'établir à Cambron le 1er août 1148. Ils sont envoyés par Saint Bernard, abbé de Clairvaux, sur invitation d'Anselme de Trazegnies, seigneur de Péronnes-lez-Binche, chanoine et trésorier du chapitre collégial de Soignies, qui, pour la fondation d’une abbaye, leur offre une terre au bord de la Dendre. Les conditions de vie sont très rudimentaires. Mais les moines cisterciens ont déjà un grand prestige. Un des leurs, abbé de Tre Fontane, vient d’être élu pape sous le nom d’Eugène III. 
Selon Émile Poumon, saint Bernard séjourne dans le Hainaut en 1148, lorsqu'il fonde l'abbaye. Saint Bernard visite Cambron en 1150[réf. nécessaire], alors que les moines font déjà face à de graves difficultés. La donation d'Anselme de Trazegnies est contestée par son frère, Gilles de Silly. L’abbaye gagne le procès cependant. Ses premiers abbés sont de bons administrateurs et des religieux alliant une grande compétence à une remarquable vigueur spirituelle. En particulier Fastré de Gaviamez, qui deviendra le second successeur de saint Bernard à Clairvaux. 
Bientôt, l’abbaye essaime et fonde d’autres monastères : Notre-Dame du Verger à Cambrai, l’abbaye de Fontenelle à Valenciennes, le Refuge Sainte-Marie à Ath, Épinlieu à Mons, Beaupré près de Malines, Baudeloo à  Saint-Nicolas, et le Nouveau-Bois dans le diocèse de Gand.
Attirés par la sainteté des lieux, deux évêques, pour des raisons différentes, y prennent leur retraite. Didier, évêque de Thérouanne, désire consacrer les dernières années de sa vie à la prière et la contemplation. Il les passe à Cambron où il meurt en 1196. Un autre, Henri, évêque mondain, corrompu, est terrifié par une vision du châtiment qui l’attend dans l’autre monde. Il se convertit, abdique sa charge, et termine sa vie comme simple moine à Cambron.
Lorsque Fastré de Gaviamez est élu à Clairvaux, Gérard de Bourgogne (un parent de Saint Bernard) le remplace à Cambron. Il démissionne après huit ans. Le bienheureux Daniel de Grammont est alors élu troisième abbé ; il le sera jusqu’à sa mort en 1196.

### Siècle de savants
À la fin du XIIIe siècle, Baudouin de Boussu, docteur en théologie, est appelé à succéder à Thomas d’Aquin à l’université de Paris. Il compose un commentaire sur le 'livre des Sentences' et a laissé des recueils de sermons. Comme onzième abbé de Cambron, il y est le grand promoteur et organisateur des études en sciences sacrées. Tout au long de l’Histoire, Cambron produira de nombreux théologiens et intellectuels. Plusieurs seront renommés.

### Notre-Dame de Cambron
En 1322 se produit un incident grave à Cambron. Une image de la Vierge Marie est profanée. On soupçonne un juif ayant simulé une conversion au christianisme. L’affaire fait du bruit et émeut le peuple chrétien. Des cérémonies de réparations ont lieu. Ainsi prend naissance la dévotion à Notre-Dame de Cambron. À la suite d'une demande faite par le roi de France Philippe de Valois, le pape Benoît XII envoie une bulle accordant des indulgences aux pèlerins de Cambron. Le pèlerinage à la Vierge de Cambron est né ; la procession solennelle a lieu chaque année, le troisième dimanche de Pâques.
Parmi les pèlerins et visiteurs se trouvent des personnages illustres, tel l’empereur Maximilien Ier qui, de passage en Belgique, au début du XVIe siècle, visite le sanctuaire de Notre-Dame de Cambron. Il y laisse un don royal qui permet de faire appel à un artiste pour restaurer l’ancienne peinture sur bois. 
En 1581, sous l’abbatiat de Robert d’Ostelart, une troupe de 600 huguenots est prête à prendre d’assaut l’abbaye. Ils quittent cependant les lieux sans faire de tort ni de dégâts. Ce fait quasi miraculeux est attribué par les moines à la protection que leur donne Notre-Dame de Cambron. Cela renouvelle la dévotion à la Vierge.

### Renaissance
À la fin du XIVe siècle, l’abbaye de Cambron compte plus de 70 religieux et poursuit sa mission charitable. Les moines se font progressivement aider par des frères convers chargés des travaux des champs. En apprenant aux paysans les techniques agricoles, elle contribue à l’affranchissement des classes rurales et à l’économie de cette région.
Après un XVe siècle difficile, l’abbaye contribue, au XVIe siècle, à la renaissance des lettres et de la théologie. Le maître des novices, André Enobarb, est un humaniste distingué, lequel correspond avec Érasme et compose une tragédie latine sur le miracle de Notre-Dame de Cambron. L’abbé Robert d’Ostelart, mort en 1613, soutient financièrement le collège d’Ath et accorde des bourses d’études à des étudiants en théologie à Louvain. Nous trouvons d’autres éminents moines à Cambron. Jean d’Assignies et Grégoire de Lattefeur deviendront tous deux abbés de Nizelles. Baudouin Moreau, auteur d’un commentaire renommé de la règle de saint Benoît, est procureur de l’ordre cistercien à Rome. Jean Farinart, de Chièvres, successeur de Robert d’Ostelart, est un excellent théologien, docteur en théologie de Douai. Antoine Le Waitte, auteur d’une histoire de l’abbaye de Cambron (1672), est responsable de la bibliothèque de l’abbaye et l’enrichit considérablement.

### XVIIeetXVIIIesiècles

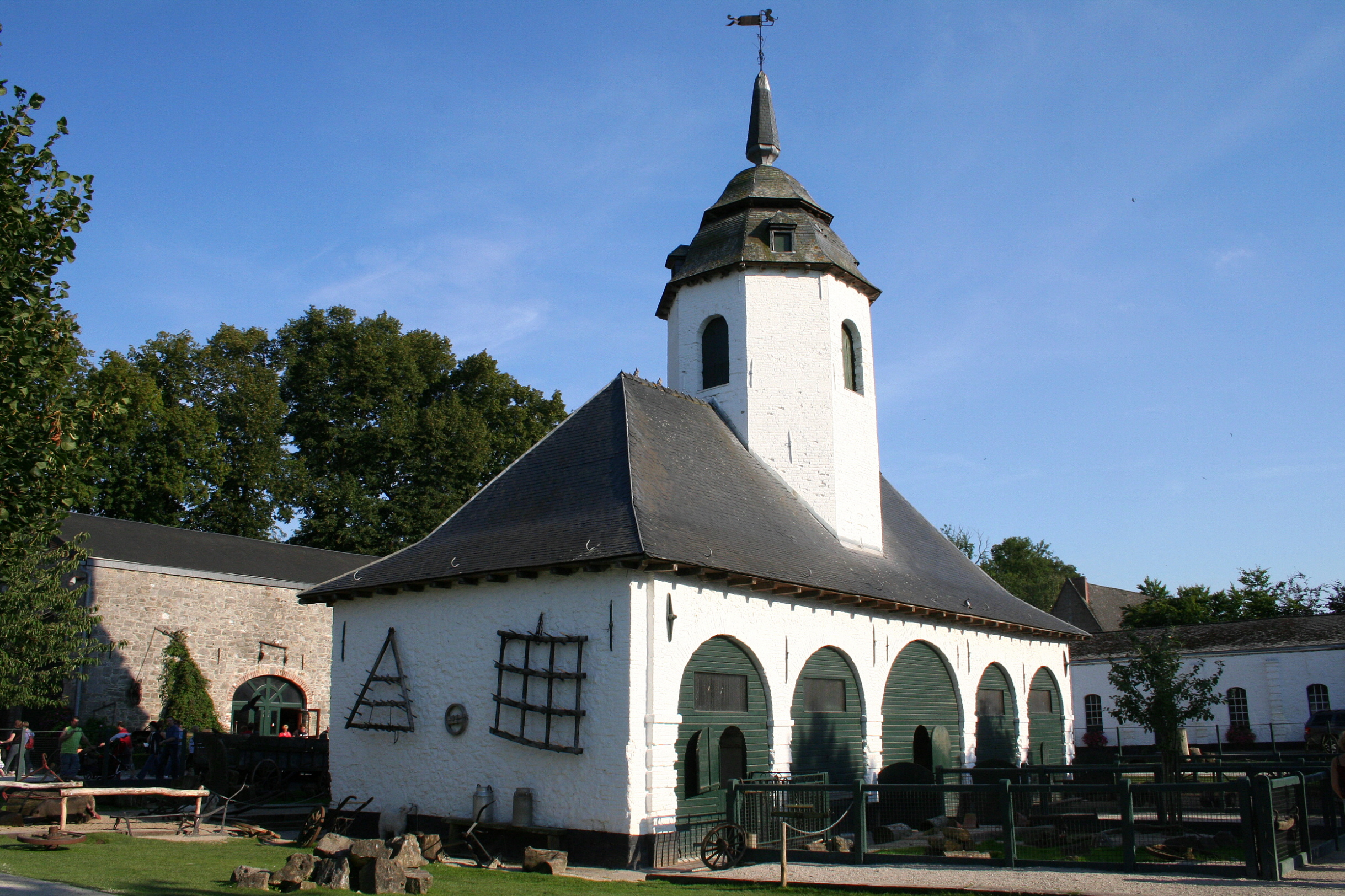
Remise à chariots de Cambron.

Au XVIIe siècle, le fruit du travail de la terre, les donations des fidèles et l’héritage des moines issus de la noblesse ont considérablement accru les richesses du monastère. L’abbaye a un grand prestige mais l’austérité primitive s'est relâchée. Les richesses de l’abbaye attirent les convoitises. À la fin du XVIIe siècle, les guerres du roi Louis XIV ruinent le Hainaut et provoquent un premier déclin de l’abbaye.
Au début du XVIIIe siècle, la paix revenue permet une renaissance de l’abbaye avec de nouvelles constructions ou rénovations. La plupart des vestiges visibles aujourd’hui datent de cette époque. Le portail d’entrée du monastère est surmonté d’une gracieuse niche où se trouve la statue de la Vierge Marie. La tour de l’abbatiale, réalisée par l'architecte Jean-François Wincqzest réalisée dans un style néoclassique simple et très pur. La remise à chariot aux cinq arcades, avec au centre un colombier, est un bâtiment unique en ce genre. Le splendide escalier monumental fait penser à un jardin seigneurial plutôt qu’à un monastère.

### Suppression et fin de l’abbaye
Le monastère est encore fort prospère en 1782 puisqu'on y compte 58 religieux. Mais en 1783, Joseph II, empereur du Saint-Empire, — despote éclairé —, classe Cambron parmi les monastères et couvents inutiles. Elle est donc supprimée. La décision entre en vigueur en 1789. Le 27 mai 1789, les moines sont expulsés sans ménagement de leur abbaye et partent en exil aux Pays-Bas. 
La fin du pouvoir autrichien, amenée par la révolution brabançonne et les éphémères États belgiques unis, permet aux moines de revenir quelque temps chez eux, en décembre 1789.  Une grande partie du mobilier a déjà été volée. L’occupation française met fin à neuf siècles de vie cistercienne. Chassés par le pouvoir révolutionnaire, les moines quittent définitivement l’abbaye en 1797. Le 44e et dernier abbé de Cambron, Florent Pépin, meurt aux Pays-Bas le 16 novembre 1795. Les biens de l’abbaye sont vendus et les bâtiments démantelés par les propriétaires successifs.

## Abbés de Cambron
Liste des abbés:
1. Fastré de Gaviamez: 1148-1156
2. Gérard de Bourgogne: 1156-1164
3. Daniel de Grammont: 1164-1196
4. Bauduin de Tournai: 1196-1221
5. Siger de Gand: 1221-1233
6. Bauduin de la Porte: 1233-1241
7. Henri de Nivelles: 1241-1250
8. Jean de Marbais: 1250-1270
9. Jean de le Hestre: 1270-1279
10. Hughe de l'Escaille: 1279-1288
11. Bauduin de Boussu: 1288-1293
12. Jacques de Montignies: 1293-1308
13. Nicolas d'Herchies: 1308-1322
14. Nicolas Delhove: 1322-1328
15. Ives de Lessines: 1328-1329
16. Jean de Mons: 1329-1339
17. Bauduin de Resignies: 1340-1353
18. Jean d'Enghien: 1353-1364
19. Jean Esculin (ou Esquelin): 1364-1375
20. André du Pape (André de Bruxelles): 1375-1394
21. Jean de Lobbes: 1395-1415
22. Nicaise Ninem (ou Minem): 1415-1449
23. Jean Hoton: 1449-1464
24. Guillaume Dieu: 1464-1501
25. Jean Willem (ou de Willaume): 1501-1513
26. Alard du Bois: 1513-1534
27. Jean Florebercq (ou de Florbecq): 1534-1543
28. Quentin du Belloy: 1543-1548
29. Jean Dentelin: 1549-1551
30. Gédéon de Fossez (ou des Fossés ou Van der Gracht): 1551-1554
31. Jean Beghin: 1554-1561
32. Guillaume Delcourt: 1561-1572
33. Robert d'Ostelart: 1572-1613
34. Jean Farinart: 1614-1633
35. Jean Coene: 1633-1649
36. Jacques Séjournet: 1649-1662
37. Antoine le Waitte: 1662-1677
38. François Libert: 1678-1706
39. Nicolas Noël: 1706-1714
40. Ignace de Steenhault: 1717-1735 - L'abbé de Steenhaut est à l'origine des allées de hêtres, tilleuls et platanes, tracées en 1724[1]
41. Jacques François: 1735-1745
42. Léopold d'Esclaibes: 1745-1771
43. Malachie Hocquart: 1772-1781
44. Florent Pepin: 1782-1789

## Le site aujourd’hui

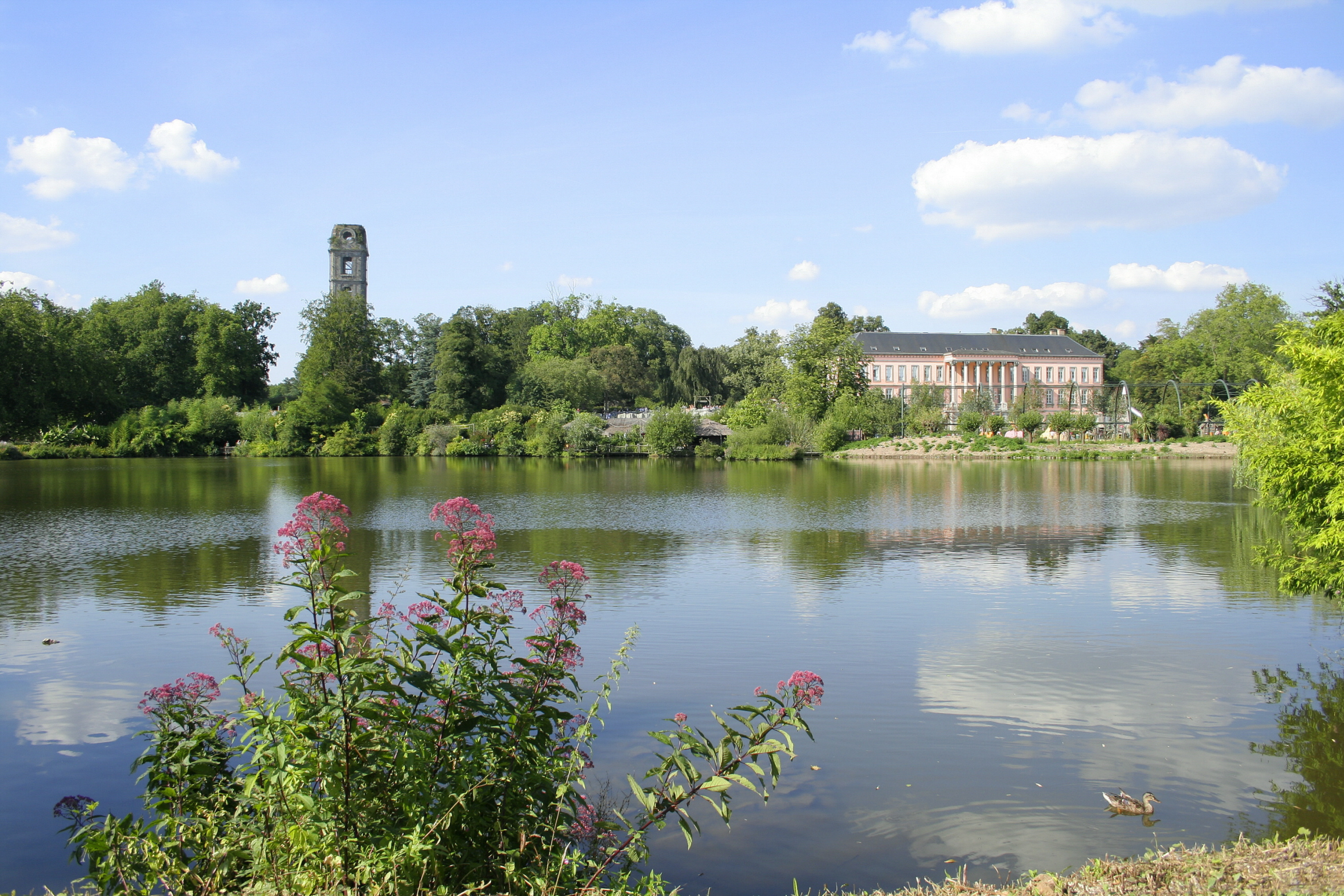
château des Beaulieu.

En 1803, la famille des comtes du Val de Beaulieu achète le domaine abbatial pour en faire sa résidence. Un remarquable château y est construit. Ce château est édifié de 1852 à 1854 dans l'enceinte du domaine, sur les fondations de l'ancienne infirmerie monastique. En 1954, on peut noter une allée formée d'une quadruple rangée de tilleuls bicentenaires, laquelle mène à la porte d'entrée datée 1722.
Cambron reste propriété de la famille jusqu'à son acquisition par la famille Domb, les fondateurs du parc Paradisio en 1993 devenu Pairi Daiza. L'ensemble du site est classé depuis 1982.
Depuis le 30 mars 2013, le site de l'abbaye accueille à nouveau la brasserie de Cambron qui renoue ainsi avec le passé brassicole du lieu. En effet, le patrimoine brassicole du domaine remonte à 1770. La brasserie a été reconstruite sur ses propres ruines avec les matériaux de l'époque cistercienne. Quatre bières d'abbaye y sont produites en association avec la brasserie Dubuisson et en utilisant l’eau de la source Saint-Bernard. Ces bières sont en vente dans le parc d'attraction : 
- l’Abbaye de Cambron Blonde titrant 5,5 % alcool.
- l’abbaye de Cambron Brune titrant 7,5 % alcool.
- la Cambron Blanche.
- la Cerise de Cambron.

## Vestiges de l'abbaye
D'importants vestiges de l'abbaye subsistent au cœur d'un parc de 52 hectares : pavillon d'entrée (1722), moulin (1721), brasserie et menuiserie (1722), pittoresque basse-cour, colombier, puits et tannerie, façade (1769) de l'église transformée au XVIIIe siècle, tour (1774), crypte, double escalier de pierre à balustrade (1776), conduisant de l'abbaye au parc. Ce parc a conservé son vieux mur de clôture.
Émile Poumon donne davantage de détails :
- Porte d'entrée : la porte d'entrée datée 1722 est ornée d'une niche où se trouve une représentation de Notre-Dame de Cambron;
- Brasserie et menuiserie : ces bâtiments sont dissimulés par une haie d'ifs séculaires;
- Ferme abbatiale : grand ensemble dont le centre est occupé par un charril, construction à cinq arcades surmontée du pigeonnier octogonal;
- Église médiévale : transformée au XVIIIe siècle, elle est en ruines, ruines constituées des trois nefs de style romano-ogival (1160-1240), de la façade (1769) et de la tour (1774) où tintait autrefois un carillon. Ce sanctuaire abritait un si grand nombre de tombeaux des grands seigneurs hennuyers que le peuple l'appelait le « cimetière des nobles du Hainaut ». Il compte encore, en 1954, sous ses arceaux, quelques gisants remarquables;
- Ancien cellier : édifice souterrain du début du XIIIe siècle, appelé crypte par erreur, dont les voûtes en moellons sont supportées par six piliers centraux et des consoles fixées au mur;
- Puits : il s'élève à l'ombre d'un acacia. Sa margelle est surmontée de trois colonnes toscanes supportant un petit dôme surbaissé (1624);
- Escalier monumental : digne d'un palais princier, il conduit à l'esplanade qu'entouraient l'église et les bâtiments abbatiaux;
- Fontaine Saint-Bernard : elle porte la date 1148, comme la tour du même nom dont la construction semble remonter au Xe siècle;
- Infirmerie : sur ses fondations, en 1854, un château fut édifié;
- Mur de l'enclos monastique : cet enclos monastique d'une superficie de 52 hectares a conservé son mur (1296) d'1,50 m d'épaisseur.